# Markgraafschap Montferrat
Het markgraafschap Montferrat (Italiaans: Marchesato del Monferrato) was een historisch land in Italië in de huidige regio Piëmont. Het markgraafschap werd in 1574 verheven tot hertogdom.
In 950 begon koning Berengarius II van Italië, van het huis Ivrea, met een militaire reorganisatie van Noordwest-Italië ten zuiden van de Po met de bedoeling om aanvallen van de Saracenen vanaf zee beter af te kunnen slaan. Hiertoe richtte hij drie nieuwe markgraafschappen in, waarvan West-Ligurië er een was. Hij stelde een van zijn vertrouwelingen, Aleramo uit het huis der Aleramiden, later ook zijn schoonzoon, als markgraaf aan.
Na Aleramo's dood werd West-Ligurië verdeeld tussen zijn zoon Anselmus en kleinzoon Willem III. Anselmus krijgt het zuiden, de streek rond Savona, en Willem III, het noorden: Montferrat. Zijn nakomelingen bestuurden het gebied tot 1305, toen de laatste mannelijke telg der Aleramiden, Johan I van Monferrato, stierf zonder mannelijke nakomelingen.
Hierna werd het markgraafschap geregeerd door een zijtak van de keizerlijke familie van het Byzantijnse Rijk, de Paleologen. Nadat deze familie was uitgestorven in 1533 volgde een kortstondige Spaanse bezetting, waarna het in 1536 in personele unie verenigd werd met het hertogdom Mantua onder het huis Gonzaga. In 1574 werd het door keizer Maximiliaan II van het Heilige Roomse Rijk tot hertogdom verheven. Nadat Ferdinando Carlo Gonzaga in 1708 zonder legitieme nakomelingen stierf, viel Mantua aan Milaan en Montferrat aan Savoye